# Mops
Mopsen er en gammel kinesisk hunderace. Den har rødder tilbage i begyndelsen af det 16. århundrede.[kilde mangler] Den vejer omtrent mellem 7 og 10 kilo og er ca. 30 cm høj. Den blev blandt andet brugt til at holde vagt på den kinesiske mur.
Mopsen findes i mange farver, men typiske farver er lysebrun (også kaldet "fawn") eller sort. Denne hunderace har et meget roligt temperament og kan nemt holdes i små huse eller lejligheder. Dog er det med mops som med andre hunderacer, at de jævnligt skal luftes.
Dronning Victoria, der regerede Storbritannien i store dele af det 19. århundrede, udviklede en passion for mops og ejede gennem sin tid flere mopser.